# Michael Gazzaniga

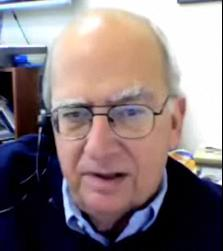
Michael Gazzaniga

Michael S. Gazzaniga (12 december 1939) is een Amerikaanse neuropsycholoog. Hij is professor in de psychologie aan de Universiteit van Californië in Santa Barbara.
Gazzaniga kreeg grote bekendheid -Maar nog niet in Nederland- door zijn baanbrekend onderzoek naar de functies van de linker- en rechterhemisferen van de menselijke hersenen. Veel van dit onderzoek was gebaseerd op patiënten waarbij het corpus callosum (de hersenbalk die de cerebrale hemisferen met elkaar verbindt) was doorgesneden.Zie het artikel gespleten brein Dit onderzoek toonde onder meer aan dat de linkerhemisfeer superieur is voor taalprocessen, en de rechterhemisfeer superieur voor het herkennen van gezichten en aandachtsfuncties.Maar ook leidde het tot de belangrijke ontdekking van wat Gazzaniga The interpreter is gaan noemen,
- Biblioteca Nacional de España: XX945483
- Bibliothèque nationale de France: cb120577630 (data)
- Catàleg d'autoritats de noms i títols de Catalunya: 981058515733706706
- CiNii: DA00671979
- Gemeinsame Normdatei: 11060007X
- International Standard Name Identifier: 0000 0001 2146 9922
- Library of Congress Control Number: n79107722
- Nationale Bibliotheek van Letland: 000223785
- National Archives and Records Administration: 10581356
- Bibliotheek van het Japanse parlement: 00440662
- Nationale Bibliotheek van Tsjechië: jn19990002588
- Nationale Bibliotheek van Israël: 987007312535705171
- Nederlandse Thesaurus van Auteursnamen: 068976666
- ORCID: 0000-0001-5902-8647
- Istituto Centrale per il Catalogo Unico: CFIV106661
- LIBRIS: 334366
- Système universitaire de documentation: 028820517
- Virtual International Authority File: 108455024
- WorldCat: E39PBJc3K6BP4cbBpmYdqycwYP